# 수상 관저 무인기 추락 사건
수상 관저 무인기 추락 사건(일본어: 首相官邸無人機落下事件)은 2015년 4월 22일, 도쿄도 지요다구 나가타초에 위치하고 있는 수상 관저에 방사성 물질이 탑재된 소형 멀티콥터의 추락 사건을 가리킨다.

## 사건 개요
일본의 수상 관저 옥상에서 소형 무인기가 발견되자, 경찰의 수사에 착수되었다. 그러나 NHK와 교도통신 등에 따르면, 발견된 무인기 안에 탑재되어 있는 지름 50cm 크기인 페트병처럼 생긴 용기와 방사능을 나타내는 표식이 붙어 있었고 용기에서 미량의 방사선이 측정된 상태였다. 다만, 검출된 방사성 물질이 세슘으로 보인다고 보도되었으나, 일본 정부 소식통은 인체에 영향을 미치는 요인을 가진 성분이 없다고 밝혔다. 또한 소형 카메라와 불꽃을 내는 통이 탑재되어 있는 것으로 보고되어 있다. 그 외에도, 현재까지 폭발물 등은 발견되지 않았고 자신의 소행임을 주장하는 개인이나 단체도 공개하지 않는 것으로 보인다. 그리고 이번 사고 여파에 따른 부상자 발생은 없는 것으로 드러난다. 만약 사람과 부딪친 사건이었다면 사태가 엄청 요란한 수준에 이를 가능성이 높기 때문이다.